# جان آلکاک
جان الکاک (انگلیسی: John Alcock؛ ۱۳ نوامبر ۱۹۴۲ - ‏۱۵ ژانویهٔ ۲۰۲۳) دانشمند در زمینه بوم‌شناسی رفتار اهل ایالات متحده آمریکا بود.